# Cicignano
Cicignano è una frazione del comune di Collevecchio, con cinta muraria a pianta circolare nella Valle del Tevere ai confini con l'Umbria.

## Geografia fisica
Si trova su un terrazzo fluviale che sovrasta il torrente Campana che dopo aver costeggiato un bosco comunale, poco più a valle confluisce nel Tevere nei pressi di Foglia di fronte al Rio di Borghetto.

## Storia
Cicignano viene menzionato con il nome di  Cicinianus in epoca mediovale come gastaldo.
Il Borgo di Cicignano è caratterizzato da una particolare cinta muraria circolare che racciude il centro storico.
Tra il 1347 e il 1352 la popolazione di Cicignano si unisce alle ribellioni di Cola di Rienzo per i liberi comuni, contro i soprusi dei baroni.
Sulla scia della Rivoluzione Francese nei primi anni del 1800 Cicignano risulta essere un comune autonomo, per essere successivamente appodiato al comune di Collevecchio e alla provincia dell'Umbria fino al 1923, poi provincia di Roma fino al 1927.

## Infrastrutture e Trasporti

### Strade
- SP 51f Bivio di Cicignano - San Giovanni - San Prospero direzione SR657 Casa Cantoniera Collevecchio-Magliano innesto SS3 via Flaminia presso Ponte Felice Civita Castellana
- SC strada comunale Via Collefiore
- Strade rurali innesto Costa dei Zoppi - direzione Fianello-Calvi dell'Umbria - Via Campana Tarano-Cicignano-Foglia